# Bagagedrager

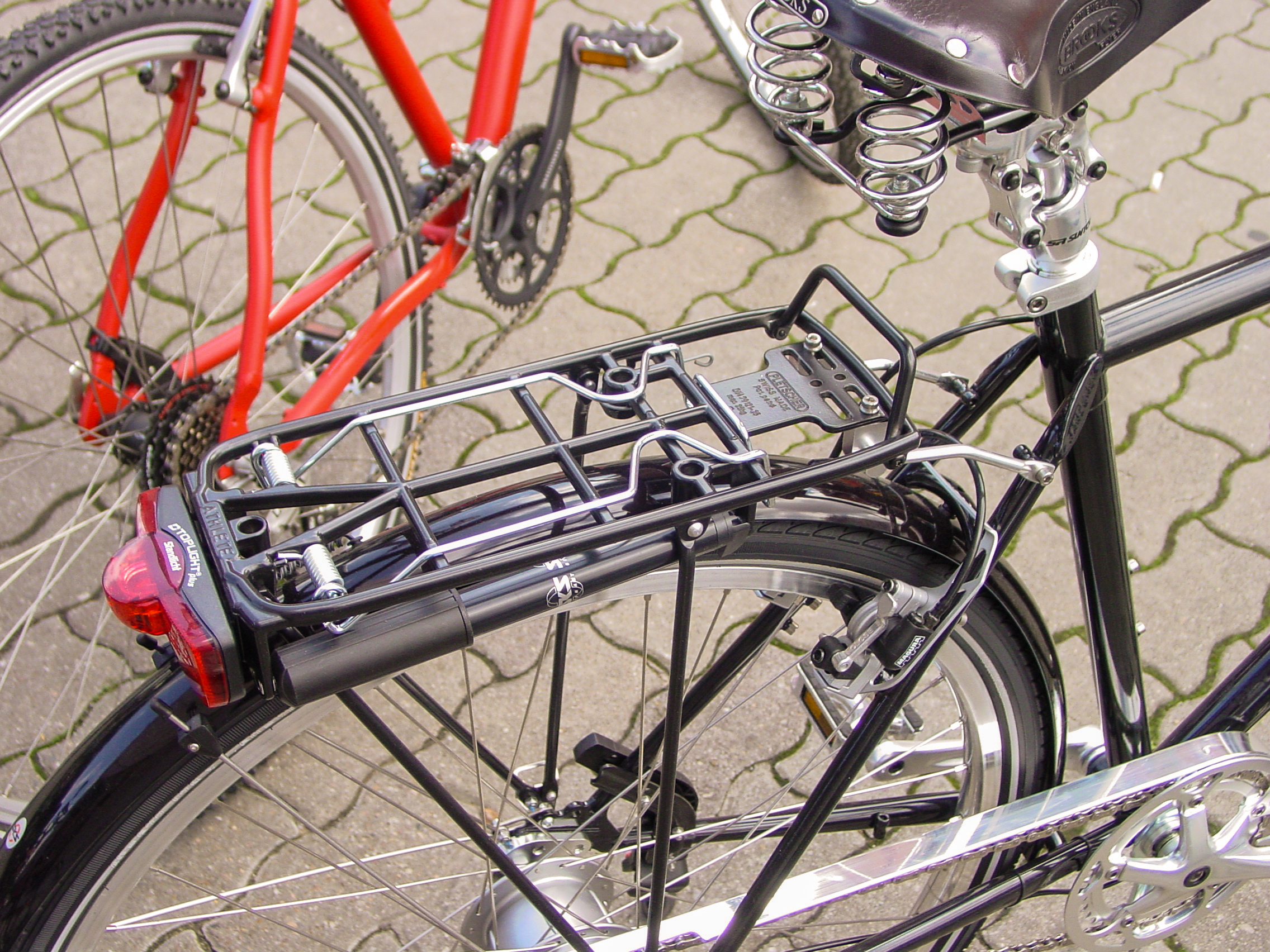
Bagagedrager van een fiets.

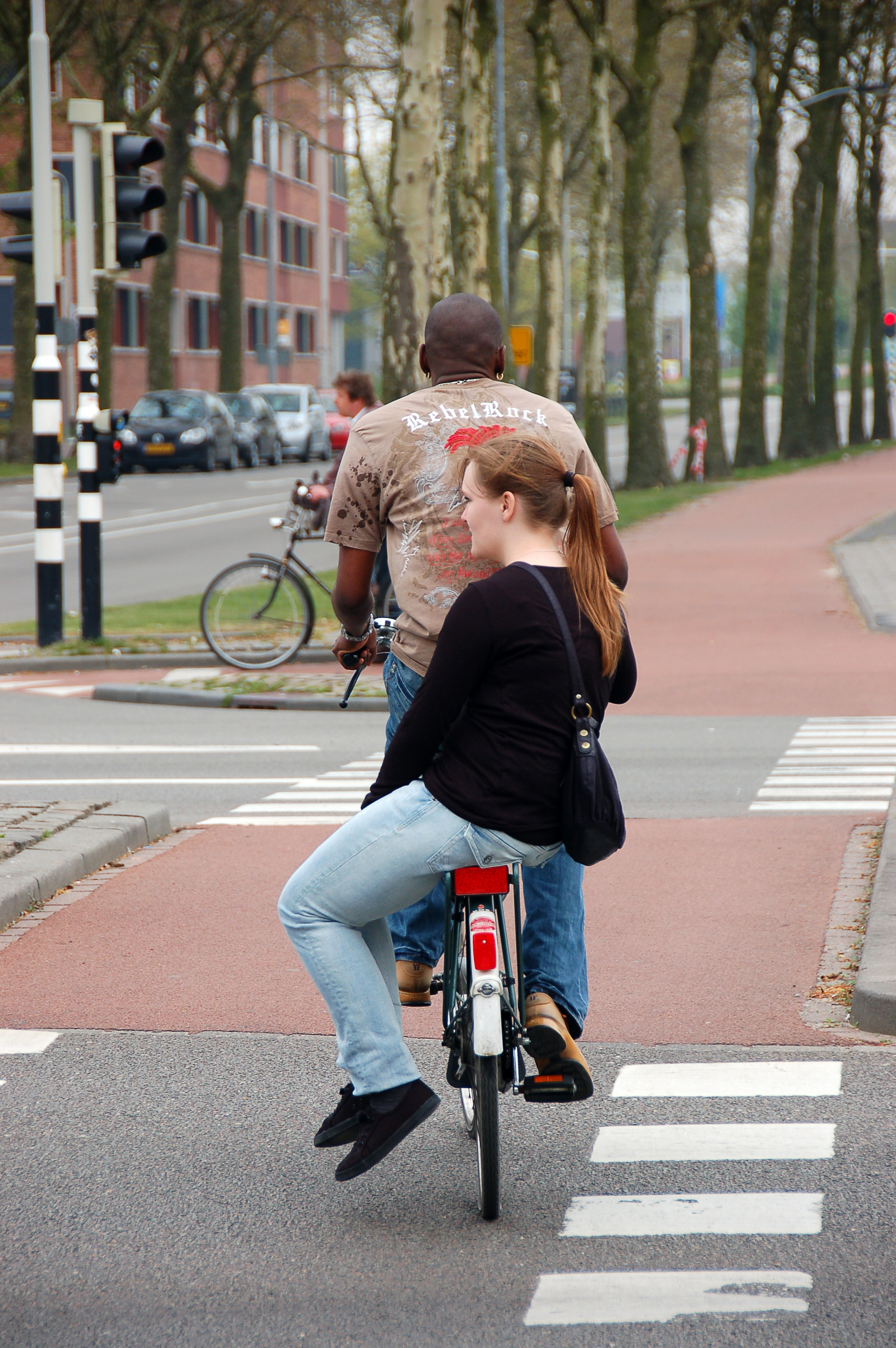
Een passagier wordt vaak op de bagagedrager meegenomen.

Een bagagedrager is een onderdeel van een voertuig waarop bagage kan worden vervoerd.
In Nederland denkt men bij een bagagedrager aan een fiets of bromfiets.  In België kan een bagagedrager zich ook op het dak van een auto bevinden. Deze heet in Nederland: imperiaal.

## Fiets
Bagagedragers van fietsen zijn in het algemeen gemaakt van metaal (staal of aluminium), massief of in buisvorm.
De bagagedrager is meestal achter op de fiets bevestigd, maar plaatsing boven het voorwiel is ook mogelijk, waarbij de drager dan met het stuur meebeweegt (een zogenaamde voordrager). Er zijn ook bagagedragers, de zogenaamde lowriders, die naast (dus niet boven) het voorwiel zitten en bedoeld zijn voor de bevestiging van speciaal daarvoor bedoelde fietstassen. Nadeel hiervan is dat de fiets merkbaar zwaarder te besturen is.
De bagage wordt doorgaans bevestigd door middel van rubberen snelbinders, vroeger ook wel met leren riemen. Soms is ook een metalen klem, die achter aan de snelbinder met een sterke veer vastzit, voor bevestiging van bagage aanwezig. Op een bagagedrager kan ook een fietstas worden bevestigd voor transport van meer of grotere zaken. De meeste bagagedragers zijn ontworpen op een draaggewicht van maximaal 15 à 40 kg. Overbelasting leidt vaak tot breuk (door metaalmoeheid) bij het bevestigingspunt bij de as van het wiel.
Vaak wordt een passagier op de bagagedrager meegenomen, hoewel de meeste bagagedragers niet op een zo zware last berekend zijn en het in veel landen (onder andere België) verboden is. Kinderzitjes worden soms bevestigd aan de bagagedrager, maar een bevestiging aan het frame heeft de voorkeur.